# Eugène Ysaÿe
Eugène Ysaÿe (ur. 16 lipca 1858 w Liège, Belgia, zm. 12 maja 1931 tamże) – belgijski kompozytor i skrzypek.

## Życiorys
Uczył się gry na skrzypcach u Rodolphe’a Massarta (ur. 1840, zm. 1914) w Liège do 1874 roku, następnie przeniósł się do Brukseli, gdzie uczył się u Henryka Wieniawskiego, a od 1876 roku pobierał nauki w Paryżu u Henri Vieuxtempsa. W latach 1886–1897 był profesorem konserwatorium w Brukseli. Był również dyrygentem oraz autorem koncertów i solowych utworów skrzypcowych. Uczył m.in. Nathana Milsteina. 

## Twórczość
Z jego licznych kompozycji skrzypcowych, dziś najbardziej znane jest Sześć sonat na skrzypce solo. Każda z nich zadedykowana została jednemu z wielkich skrzypków. 